# Ophiomyia curvipalpis
Ophiomyia curvipalpis är en tvåvingeart som först beskrevs av Zetterstedt 1848.  Ophiomyia curvipalpis ingår i släktet Ophiomyia och familjen minerarflugor.
Artens utbredningsområde är Sverige. Arten är reproducerande i Sverige. Inga underarter finns listade i Catalogue of Life.